# Volta Ciclista a Catalunya 2013
La Volta Ciclista a Catalunya 2013, novantatreesima edizione della corsa, valida come sesta prova dell'UCI World Tour 2013, si svolse in sette tappe dal 18 al 24 marzo 2013, su un percorso di complessivi 1 175,2 km, con partenza da Calella ed arrivo a Barcellona.
Fu vinta dall'irlandese Daniel Martin del team Garmin-Sharp, che concluse la competizione in 29 ore 2 minuti e 25 secondi alla media di 40,46 km/h.

## Tappe
| Tappa  | Data     | Percorso                            | km      | Vincitore di tappa | Leader cl. generale |
| ------ | -------- | ----------------------------------- | ------- | ------------------ | ------------------- |
| 1ª     | 18 marzo | Calella > Calella                   | 159,3   | Gianni Meersman    | Gianni Meersman     |
| 2ª     | 19 marzo | Gerona > Banyoles                   | 160,7   | Gianni Meersman    | Gianni Meersman     |
| 3ª     | 20 marzo | Vidreres > Vallter 2000             | 180,1   | Nairo Quintana     | Alejandro Valverde  |
| 4ª     | 21 marzo | Vall de Camprodon > Port Ainé       | 217,7   | Daniel Martin      | Daniel Martin       |
| 5ª     | 22 marzo | Rialp > Lleida                      | 156,5   | François Parisien  | Daniel Martin       |
| 6ª     | 23 marzo | Almacelles > Valls                  | 178,7   | Simon Gerrans      | Daniel Martin       |
| 7ª     | 24 marzo | El Vendrell > Barcellona (Montjuïc) | 122,2   | Thomas De Gendt    | Daniel Martin       |
| Totale | Totale   | Totale                              | 1 175,2 |                    |                     |

## Squadre partecipanti
| N.      | Cod. | Squadra                 |
| ------- | ---- | ----------------------- |
| 1-8     | ALM  | AG2R La Mondiale        |
| 11-18   | AST  | Astana Pro Team         |
| 21-28   | BLA  | Blanco Pro Cycling Team |
| 31-38   | BMC  | BMC Racing Team         |
| 41-48   | CAN  | Cannondale Pro Cycling  |
| 51-58   | EUS  | Euskaltel-Euskadi       |
| 61-68   | FDJ  | FDJ                     |
| 71-78   | GRS  | Garmin-Sharp            |
| 81-88   | KAT  | Katusha Team            |
| 91-98   | LAM  | Lampre-Merida           |
| 101-108 | LTB  | Lotto-Belisol Team      |

| N.      | Cod. | Squadra                    |
| ------- | ---- | -------------------------- |
| 111-118 | MOV  | Movistar Team              |
| 121-128 | OPQ  | Omega Pharma-Quickstep     |
| 131-138 | OGE  | Orica-GreenEDGE            |
| 141-148 | RLT  | RadioShack-Leopard         |
| 151-158 | SKY  | Sky Procycling             |
| 161-168 | ARG  | Team Argos-Shimano         |
| 171-178 | TST  | Team Saxo-Tinkoff          |
| 181-188 | VCD  | Vacansoleil-DCM            |
| 191-198 | CJR  | Caja Rural                 |
| 201-208 | COF  | Cofidis, Solutions Crédits |
| 211-218 | SOJ  | Sojasun                    |

## Dettagli delle tappe

### 1ª tappa
- 18 marzo: Calella > Calella – 159,3 km

Risultati
| Pos. | Corridore          | Squadra       | Tempo    |
| ---- | ------------------ | ------------- | -------- |
| 1    | Gianni Meersman    | Omega Pharma  | 3h55'56" |
| 2    | Valerio Agnoli     | Astana        | s.t.     |
| 3    | Alejandro Valverde | Movistar Team | s.t.     |

| Pos. | Corridore          | Squadra       | Tempo    |
| ---- | ------------------ | ------------- | -------- |
| 1    | Gianni Meersman    | Omega Pharma  | 3h55'46" |
| 2    | Valerio Agnoli     | Astana        | a 4"     |
| 3    | Alejandro Valverde | Movistar Team | a 6"     |

### 2ª tappa
- 19 marzo: Gerona > Banyoles – 160,7 km

Risultati
| Pos. | Corridore       | Squadra       | Tempo    |
| ---- | --------------- | ------------- | -------- |
| 1    | Gianni Meersman | Omega Pharma  | 3h48'10" |
| 2    | Daniele Ratto   | Cannondale    | s.t.     |
| 3    | Brett Lancaster | Orica-GreenE. | s.t.     |

| Pos. | Corridore          | Squadra       | Tempo    |
| ---- | ------------------ | ------------- | -------- |
| 1    | Gianni Meersman    | Omega Pharma  | 7h43'46" |
| 2    | Valerio Agnoli     | Astana        | a 14"    |
| 3    | Alejandro Valverde | Movistar Team | a 16"    |

### 3ª tappa
- 20 marzo: Vidreres > Vallter 2000 – 180,1 km

Risultati
| Pos. | Corridore          | Squadra       | Tempo    |
| ---- | ------------------ | ------------- | -------- |
| 1    | Nairo Quintana     | Movistar Team | 5h01'19" |
| 2    | Alejandro Valverde | Movistar Team | a 6"     |
| 3    | Joaquim Rodríguez  | Katusha Team  | s.t.     |

| Pos. | Corridore          | Squadra        | Tempo     |
| ---- | ------------------ | -------------- | --------- |
| 1    | Alejandro Valverde | Movistar Team  | 12h45'22" |
| 2    | Joaquim Rodríguez  | Katusha Team   | a 6"      |
| 3    | Bradley Wiggins    | Sky Procycling | a 10"     |

### 4ª tappa
- 21 marzo: Vall de Camprodon > Port Ainé – 217,7 km

Risultati
| Pos. | Corridore         | Squadra       | Tempo    |
| ---- | ----------------- | ------------- | -------- |
| 1    | Daniel Martin     | Garmin-Sharp  | 6h02'40" |
| 2    | Joaquim Rodríguez | Katusha Team  | a 36"    |
| 3    | Nairo Quintana    | Movistar Team | s.t.     |

| Pos. | Corridore         | Squadra       | Tempo     |
| ---- | ----------------- | ------------- | --------- |
| 1    | Daniel Martin     | Garmin-Sharp  | 18h48'38" |
| 2    | Joaquim Rodríguez | Katusha Team  | a 10"     |
| 3    | Nairo Quintana    | Movistar Team | a 32"     |

### 5ª tappa
- 22 marzo: Rialp > Lleida – 156,5 km

Risultati
| Pos. | Corridore         | Squadra       | Tempo    |
| ---- | ----------------- | ------------- | -------- |
| 1    | François Parisien | Argos-Shimano | 3h32'02" |
| 2    | Samuel Dumoulin   | AG2R La Mon.  | s.t.     |
| 3    | Stéphane Poulhiès | Cofidis       | s.t.     |

| Pos. | Corridore         | Squadra       | Tempo     |
| ---- | ----------------- | ------------- | --------- |
| 1    | Daniel Martin     | Garmin-Sharp  | 22h20'39" |
| 2    | Joaquim Rodríguez | Katusha Team  | a 14"     |
| 3    | Nairo Quintana    | Movistar Team | a 42"     |

### 6ª tappa
- 23 marzo: Almacelles > Valls – 178,7 km

Risultati
| Pos. | Corridore       | Squadra       | Tempo    |
| ---- | --------------- | ------------- | -------- |
| 1    | Simon Gerrans   | Orica-GreenE. | 3h55'46" |
| 2    | Samuel Dumoulin | AG2R La Mon.  | s.t.     |
| 3    | Gianni Meersman | Omega Pharma  | s.t.     |

| Pos. | Corridore         | Squadra       | Tempo     |
| ---- | ----------------- | ------------- | --------- |
| 1    | Daniel Martin     | Garmin-Sharp  | 26h16'22" |
| 2    | Joaquim Rodríguez | Katusha Team  | a 17"     |
| 3    | Nairo Quintana    | Movistar Team | a 45"     |

### 7ª tappa
- 24 marzo: El Vendrell > Barcellona (Montjuïc) – 122,2 km

Risultati
| Pos. | Corridore          | Squadra        | Tempo    |
| ---- | ------------------ | -------------- | -------- |
| 1    | Thomas De Gendt    | Vacansoleil    | 2h45'42" |
| 2    | David López García | Sky Procycling | s.t.     |
| 3    | Robert Kišerlovski | RadioShack     | s.t.     |

| Pos. | Corridore         | Squadra       | Tempo     |
| ---- | ----------------- | ------------- | --------- |
| 1    | Daniel Martin     | Garmin-Sharp  | 29h02'25" |
| 2    | Joaquim Rodríguez | Katusha Team  | a 17"     |
| 3    | Michele Scarponi  | Lampre-Merida | a 34"     |

## Evoluzione delle classifiche
| Tappa              | Vincitore          | Classifica generale Maglia bianco-verde | Classifica della montagna Maglia rossa | Classifica sprint Maglia bianca | Classifica catalani Maglia blu | Classifica a squadre |
| ------------------ | ------------------ | --------------------------------------- | -------------------------------------- | ------------------------------- | ------------------------------ | -------------------- |
| 1ª                 | Gianni Meersman    | Gianni Meersman                         | Cristiano Salerno                      | Christian Meier                 | Joaquim Rodríguez              | Sky Procycling       |
| 2ª                 | Gianni Meersman    | Gianni Meersman                         | Cristiano Salerno                      | Christian Meier                 | Joaquim Rodríguez              | Sky Procycling       |
| 3ª                 | Nairo Quintana     | Alejandro Valverde                      | Cristiano Salerno                      | Christian Meier                 | Joaquim Rodríguez              | Sky Procycling       |
| 4ª                 | Daniel Martin      | Daniel Martin                           | Cristiano Salerno                      | Christian Meier                 | Joaquim Rodríguez              | Garmin-Sharp         |
| 5ª                 | François Parisien  | Daniel Martin                           | Cristiano Salerno                      | Christian Meier                 | Joaquim Rodríguez              | Garmin-Sharp         |
| 6ª                 | Simon Gerrans      | Daniel Martin                           | Cristiano Salerno                      | Christian Meier                 | Joaquim Rodríguez              | Garmin-Sharp         |
| 7ª                 | Thomas De Gendt    | Daniel Martin                           | Cristiano Salerno                      | Christian Meier                 | Joaquim Rodríguez              | Garmin-Sharp         |
| Classifiche finali | Classifiche finali | Daniel Martin                           | Cristiano Salerno                      | Christian Meier                 | Joaquim Rodríguez              | Garmin-Sharp         |

## Classifiche finali

### Classifica generale - Maglia bianco-verde
| Pos. | Corridore         | Squadra  | Tempo     |
| ---- | ----------------- | -------- | --------- |
| 1    | Daniel Martin     | Garmin   | 29h02'25" |
| 2    | Joaquim Rodríguez | Katusha  | a 17"     |
| 3    | Michele Scarponi  | Lampre   | a 34"     |
| 4    | Nairo Quintana    | Movistar | a 45"     |
| 5    | Bradley Wiggins   | Sky      | a 54"     |
| 6    | Robert Gesink     | Blanco   | a 1'07"   |
| 7    | P. Niemiec        | Lampre   | a 1'18"   |
| 8    | Thibaut Pinot     | FDJ      | a 1'26"   |
| 9    | J. Van Den Broeck | Lotto    | a 1'28"   |
| 10   | Tom Danielson     | Garmin   | a 1'41"   |

### Classifica della montagna - Maglia rossa
| Pos. | Corridore         | Squadra    | Punti |
| ---- | ----------------- | ---------- | ----- |
| 1    | Cristiano Salerno | Cannondale | 109   |
| 2    | Nairo Quintana    | Movistar   | 51    |
| 3    | Joaquim Rodríguez | Katusha    | 45    |
| 4    | Mikel Astarloza   | Euskaltel  | 41    |
| 5    | Nicolas Roche     | Saxo       | 36    |

### Classifica sprint - Maglia bianca
| Pos. | Corridore        | Squadra    | Punti |
| ---- | ---------------- | ---------- | ----- |
| 1    | Christian Meier  | Orica      | 12    |
| 2    | Karol Domagalski | Caja Rural | 7     |
| 3    | Daniel Martin    | Garmin     | 7     |
| 4    | L.S. Haedo       | Cannondale | 6     |
| 5    | Nicolas Roche    | Saxo       | 5     |

### Classifica a squadre
| Pos. | Squadra                    | Tempo     |
| ---- | -------------------------- | --------- |
| 1    | Garmin-Sharp               | 87h10'24" |
| 2    | Katusha Team               | a 2'23"   |
| 3    | RadioShack-Leopard         | a 6'55"   |
| 4    | Euskaltel-Euskadi          | a 9'24"   |
| 5    | Cofidis, Solutions Crédits | a 10'08"  |